# Francavilla d’Ete
Francavilla d’Ete – miejscowość i gmina we Włoszech, w regionie Marche, w prowincji Fermo.
Według danych na styczeń 2009 gminę zamieszkiwało 988 osób przy gęstości zaludnienia 96,5 os./1 km².